# Théâtre municipal de Göteborg
Le Théâtre municipal de Göteborg (Göteborgs Stadsteater en suédois) est un théâtre fondé en 1934 à Göteborg en Suède.
Il a été inauguré le 29 septembre 1934, mais les activités ont commencé en 1918 au Lorensbergsteatern, qui est ainsi devenu le premier théâtre suédois en dehors de Stockholm à recevoir des fonds publics.

## Historique
Dès 1910, l'Association du théâtre de Göteborg a été créée dans le but de « créer de bonnes conditions pour le théâtre à Göteborg, à la fois en termes d'activités théâtrales et d'un foyer digne de ce nom ». En avril 1912, l'association théâtrale a demandé à Kungl. Maj:t une subvention au titre des fonds de la loterie, correspondant à l'époque à la valeur nette de dix tirages de la loterie, et le 31 juillet 1916, quatre tirages ont été accordés. Les recettes n'ont été réalisées qu'en 1918 et 1919, pour un montant d'environ 1,6 million de couronnes suédoises.
Dans une lettre datée du 4 octobre 1916, dix habitants de Göteborg - Willgodt Kullgren, Ernst Krüger, Conrad Pineus, Mathilda Broström, Gösta Fraenckel, Wilhelm Henriques, Anna Johansson, Herman Mannheimer, Gustaf Werner et Hjalmar Wijk - proposent à la ville de Göteborg de verser 100 000 couronnes chacun, soit un total de 1 000 000 couronnes, à titre de fonds pour le théâtre, dont les intérêts serviraient à financer les activités théâtrales. En octobre 1917, le conseil municipal décide d'accepter le don en s'engageant à le considérer comme un prêt perpétuel.
À l'automne 1917, le conseil municipal de Göteborg avait pris la première décision de construire le théâtre et, le 27 décembre de la même année, le public était invité à souscrire des actions de l'AB Göteborgs Teater, dont l'objectif était « d'entretenir et de sauvegarder les arts dramatiques à Göteborg jusqu'à ce qu'ils puissent s'installer dans le nouveau théâtre décidé par le conseil municipal le 25 octobre 1917 ». En 1916, le Lorensbergsteatern avait été construit par le restaurateur Sophus Petersen pour mener un « art théâtral expérimental ». Après que la compagnie théâtrale de Sophus Petersen a été menacée de faillite, l'entreprise a été reprise en 1918 par AB Göteborgs Teater, tandis que la ville de Göteborg s'est engagée à gérer le théâtre, ce qui en a fait le premier théâtre suédois en dehors de Stockholm à recevoir des subventions de l'État sur le modèle allemand. Sous la direction de Per Lindberg et Knut Ström, l'art théâtral moderne a été introduit en Suède, et la distribution incluait Gösta Ekman.
La construction d'un théâtre municipal est retardée par le durcissement du climat économique et par une faction qui prône la rénovation du Grand Théâtre existant.
En 1926, le comité de construction du théâtre a chargé l'architecte, consultant en construction et professeur Carl Bergsten, en consultation avec le scénographe et metteur en scène Knut Ström, de concevoir le nouveau théâtre de la ville. Lors du débat final du conseil municipal en 1930, une double décision a été prise, d'une part sur la conception finale de Götaplats, et d'autre part sur le début de la construction du théâtre.
La première pierre a été posée le 28 mai 1931 et, en 1934, les activités ont été transférées de l'autre côté de la rue, dans le nouveau Stadsteatern de Götaplatsen, où le coût de la construction du théâtre s'élevait à 4,4 millions de couronnes suédoises. Le 29 septembre 1934 à 18h30, le nouveau théâtre municipal a été inauguré avec la pièce La Tempête de William Shakespeare. La distribution comprenait Georg Rydeberg, Mimi Pollak, Ludvig « Ludde » Gentzel et Lill-Tollie Zellman.
En janvier 1937, la petite scène Studion, située en haut du hall d'entrée, a été inaugurée avec la pièce The Emperor Jones d'Eugene O'Neill.
Le 9 janvier 1943, jour du 25e anniversaire, Peer Gynt, poème dramatique en 25 tableaux de Henrik Ibsen, traduit par Karl-Ragnar Gierow, a été joué. Peer Gynt était interprété par Kolbjörn Knudsen.
En 2002, la scène principale a été reconstruite. L'ouverture de la scène a été élargie et la scène a été avancée. Le parquet a été remodelé avec une pente plus importante. Le nombre de sièges à faible visibilité a été réduit. D'un point de vue architectural, ce changement a entraîné la suppression de la première rangée et le recouvrement de la plus grande partie de l'unique tapisserie de soie vénitienne. Même le plafond, avec son éclairage caractéristique, est désormais caché derrière des écrans noirs.
En 1987, la superficie du bâtiment était de 9 700 mètres carrés.

## Photos

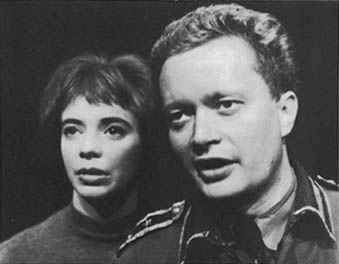
Margit Carlqvist (en) et Ernst-Hugo Järegård dans une représentation de Les Séquestrés d'Altona de Sartre en 1961 au Théâtre municipal de Göteborg.